# مزاورو
مزاورو بلدية جزائرية في شمال غرب الجزائر.